# Zied Azizi
Zied Azizi (11 giugno 1991) è un ostacolista tunisino.

## Record nazionali

### Seniores
- 400 metri ostacoli: 49"13 ( Tarragona, 29 giugno 2018)

## Palmarès
| Anno | Manifestazione            | Sede       | Evento      | Risultato  | Prestazione | Note             |
| ---- | ------------------------- | ---------- | ----------- | ---------- | ----------- | ---------------- |
| 2010 | Campionati arabi juniores | Il Cairo   | 400 m piani | 6º         | 48"39       |                  |
| 2010 | Campionati arabi juniores | Il Cairo   | 400 m hs    | Bronzo     | 51"90       |                  |
| 2010 | Mondiali juniores         | Moncton    | 400 m hs    | Semifinale | 51"84       |                  |
| 2012 | Campionati africani       | Porto-Novo | 400 m hs    | Batteria   | 51"25       |                  |
| 2014 | Campionati africani       | Marrakech  | 400 m hs    | Batteria   | 51"76       |                  |
| 2017 | Campionati arabi          | Radès      | 400 m hs    | Bronzo     | 50"05       |                  |
| 2018 | Giochi del Mediterraneo   | Tarragona  | 400 m hs    | Bronzo     | 49"13       | Record nazionale |
| 2018 | Campionati africani       | Asaba      | 400 m hs    | Bronzo     | 49"48       |                  |